# Wittenberga
Wittenberga (niem. Lutherstadt Wittenberg) – miasto powiatowe w środkowych Niemczech, leżące nad Łabą w kraju związkowym Saksonia-Anhalt, siedziba powiatu Wittenberga. Centrum reformacji, znane z działalności Marcina Lutra, stąd jego oficjalna nazwa Lutherstadt Wittenberg (pol. Miasto Lutra Wittenberga).
Zabytki związane z pobytem Marcina Lutra w Wittenberdze (dom Lutra, dom Melanchtona, kościół miejski (Stadtkirche) i kościół zamkowy (Schlosskirche)) oraz domy Lutra w Eisleben (dom narodzin przy Lutherstraße i dom śmierci przy Andreaskirchplatz) zostały wpisane w 1996 na listę światowego dziedzictwa UNESCO.

## Geografia

### Położenie
Wittenberga leży we wschodniej części kraju związkowego Saksonia-Anhalt na północnym brzegu Łaby, ok. 70 km na północny wschód od Lipska. Miasto usytuowane jest pomiędzy Dessau-Roßlau na zachodzie, Fläming na północy, parkiem krajobrazowym Dübener Heide na południu, a powiatem Elbe-Elster na wschodzie.

### Klimat

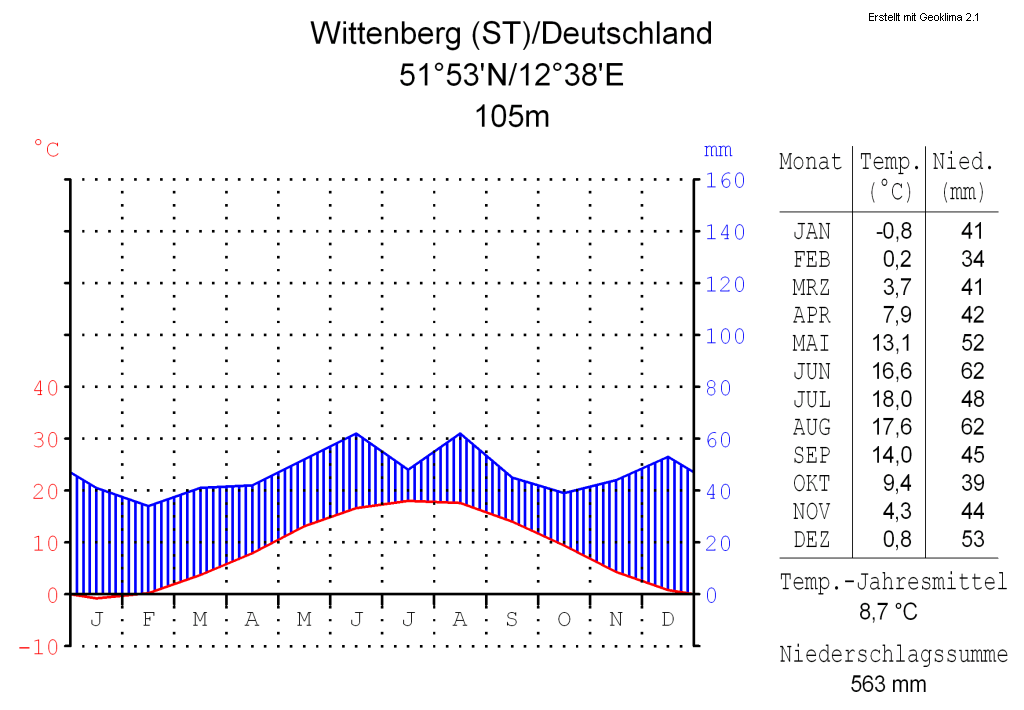
Klimat Wittenbergi

Średnia roczna temperatura powietrza w Wittenberdze wynosi 8,7 °C. Całkowita roczna suma opadów to ok. 563 mm. Najcieplejszymi miesiącami są czerwiec, lipiec i sierpień (średnie temp. 16,6 °C/18,0 °C/17,6 °C), a najchłodniejszymi grudzień, styczeń i luty (średnia temp. 0,8 °C /-0,8 °C/0,2 °C). Najobfitsze opady występują w maju (62 mm), czerwcu (52 mm) i sierpniu (62 mm) a najmniejsze w lutym (34 mm) i październiku (39 mm).

### Podział administracyjny
W granicach Wittenbergi wyróżnia się następujące dzielnice: Stare Miasto (Altstadt) złożone z Elstervorstadt, Schlossvorstadt, Friedrichstadt i Rothemark, Teuchel (przyłączone w 1938), Labetz (1938), Kleinwittenberg (1945), Wiesigk (1950), Piesteritz (1950), Trajuhn (1950), Apollensdorf (1974), Reinsdorf (1993) wraz z Dobien (1937) i Braunsdorf (1950), Pratau (1993) wraz z Wachsdorf (1929), Seegrehna (1993), Nudersdorf (2005), Schmilkendorf (2005), Griebo (2008), Abtsdorf, Mochau, Boßdorf (2010) Kropstädt (2010) i Straach (2010).

## Historia

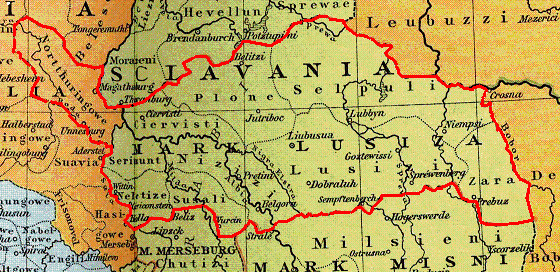
Marchia Wschodnia z Gau Nizizi, ok. 1000

Wyniki prac archeologicznych sugerują, że tereny, na których położona jest Wittenberga, były zamieszkane już przed ok. 10 000 lat. Dokument datowany na 12 kwietnia 965 określał okolice dzisiejszej Wittenbergi jako słowiańskie Gau Nizizi – część Marchii Wschodniej, rozciągającej się wzdłuż Łaby od ujścia Czarnej Elstery na wschodzie do ujścia Muldy na zachodzie.
Pierwsze udokumentowane przekazy odnoszące się do terenów dzisiejszej Wittenbergi, wzmiankujące części miasta Pratau (Brothow) i Seegrehnę (osada Grodisti), pochodzą z przełomu X–XI wieku.
Pierwsza wzmianka nazwy Wittenberga pochodzi najprawdopodobniej z 1174, kiedy to wspomniana została osoba grafa Thiedricha von Wittburc, najprawdopodobniej pana burgwardu Wittenburg. Burgward Wittenburg wymieniony jest w dokumencie biskupa Balderana von Brandenburg, sporządzonym w 1187 dla klasztoru norbertanów w Leitzkau. W tym samym piśmie wspomniany jest również kościół wzniesiony w miejscu, gdzie obecnie stoi kościół miejski (Stadtkirche).

### XI–XV wiek

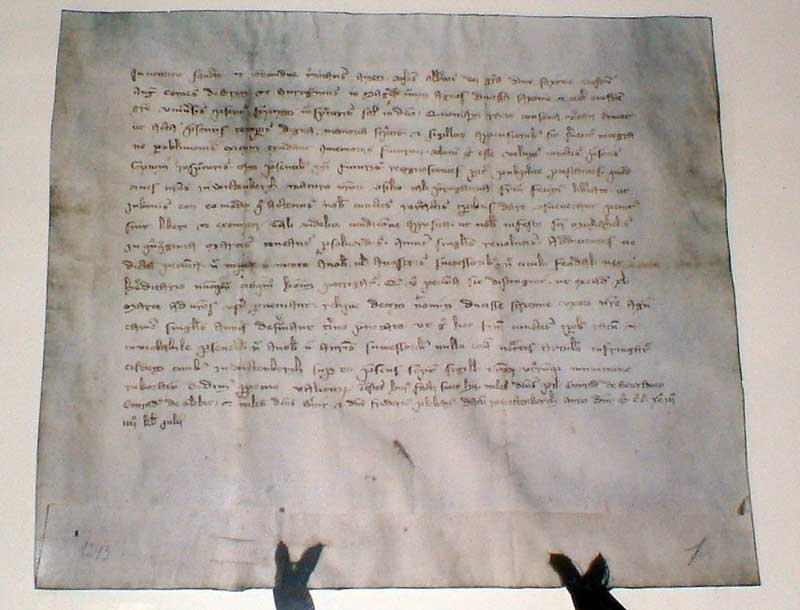
Dokument potwierdzający nadanie Wittenberdze praw miejskich 23 lipca 1293

Rozwój miasta związany był z działalnością polityczną władców askańskich.
W XII wieku tereny wokół Wittenbergi zostały podbite przez założyciela dynastii askańskiej Albrechta Niedźwiedzia, który sprowadził tu flamandzkich kolonistów znad dolnego Renu. Koloniści osiedlili się m.in. w sąsiedztwie burgwardu, nadając mu nazwę Wittenborg (pol. Biała Góra).
Najmłodszy syn Albrechta, Bernard III otrzymał księstwo Saksonii w 1180. Po jego śmierci w 1212 władzę w księstwie przejął jego syn Albrecht I. Według świadectwa z 11 września 1227 żona Albrechta założyła w Wittenberdze klasztor franciszkanów. Po śmierci Albrechta I państwo zostało podzielone na dwie części: Saksonia-Wittenberga (niem. Saschsen-Wittenberg) ze stolicą w Wittenberdze, którą przejął Albrecht II oraz Saksonię-Lauenburg (niem. Sachsen-Lauenburg) ze stolicą w Lauenburg/Elbe, którą objął Rudolf I.

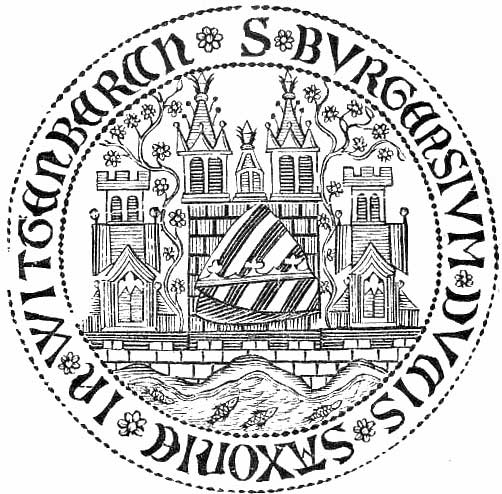
Najstarszy herb miasta

Wkrótce doszło do konfliktów pomiędzy braćmi. By zapewnić sobie przychylność społeczności Wittenbergi, Albrecht II nadał osadzie prawa miejskie (23 lipca 1293). Prężny rozwój miasto zawdzięczało swojemu położeniu przy skrzyżowaniu szlaków handlowych z zachodu na wschód (z Magdeburga i Zerbst/Anhalt do Dolnych Łużyc i Miśni) oraz z północy na południe (z Kolonii do Lipska).
Mieszczaństwo korzystające z wielu serwitutów zyskiwało coraz silniejszą pozycję. W 1317 powołano radę miejską. W 1332 miasto zyskało częściowe prawa sądownicze, dzięki czemu mogło nadać ramy prawne rozwijającemu się rzemiosłu. W 1354 Wittenberga otrzymała przywilej targowy. Wkrótce opasano miastem murem obronnym, który powstrzymał atak husytów w 1429.
Chociaż wpływy Askańczyków w mieście malały, to ich pozycja na politycznej arenie Świętego Cesarstwa się umacniała. W 1356 Rudolf I wywalczył dla książąt saskich prawo elektoralne, co również przyczyniło się do wzmocnienia pozycji Wittenbergi.
W 1422 umarł Albrecht III – ostatni z rodu Askańczyków, a Księstwo Saksonii-Wittenbergi przeszło we władanie margrabiego Miśni i Turyngii, Fryderyka I Kłótnika z dynastii Wettynów. Wskutek tego ośrodek władzy przesunął się z Wittenbergi do Miśni. Miasto zachowało wprawdzie swoje przywileje, a nawet otrzymało dodatkowe prawa sądownicze w 1444 z rąk Fryderyka II Łagodnego, jego znaczenie polityczne zaczęło maleć.
Po śmierci Fryderyka II wskutek tzw. podziału lipskiego (niem. Leipziger Teilung) z 1485 Saksonia ponownie została podzielona między synów władcy. Ernest, starszy syn, otrzymał północną Miśnię, południową Turyngię oraz Wittenbergę. Albrecht, młodszy, otrzymał północną Turyngię i południową Miśnię. Dodatkowo Ernest odziedziczył tytuł elektora. W 1486 do władzy doszedł Fryderyk III Mądry. Dla Wittenbergi nastał okres rozkwitu. W 1487 wybudowano nowy most na Łabie, a w 1490 rozpoczęto budowę nowej rezydencji książęcej, kościoła Wszystkich Świętych (Allerheiligen) oraz umocnień obronnych.

### Reformacja
Na początku XVI wieku Wittenberga liczyła ok. 2000 mieszkańców. W 1502 Fryderyk III założył w mieście uniwersytet, który przyczynił się do duchowego i gospodarczego rozkwitu miasta, przyciągając duchownych, uczonych i artystów. W 1503 wzniesiono pierwszy budynek uczelni, nazwany na cześć fundatora Fridericianum. W 1504 wybudowano tzw. Czarny Klasztor (niem. Schwarzer Kloster), siedzibę eremitów zakonu augustianów.

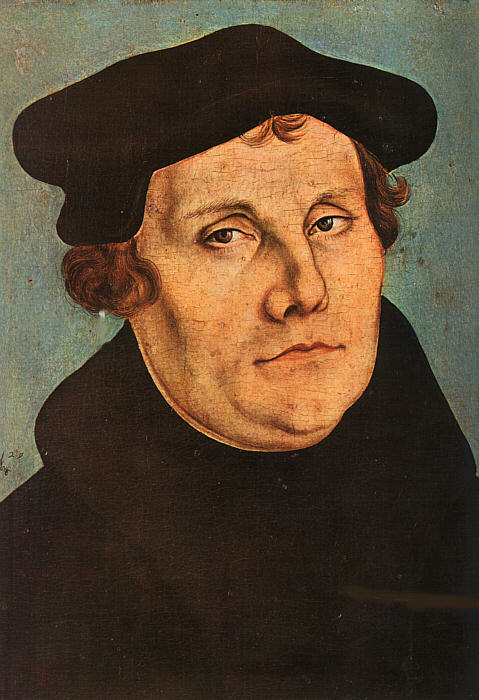
Portret Marcina Lutra autorstwa Lucasa Cranacha Starszego

W 1508 do miasta przybył z zamiarem kontynuacji studiów teologicznych mnich augustiański, Marcin Luter, późniejszy inicjator i teoretyk reformacji. W 1510 Luter udał się do Rzymu, by się odwołać do papieża Juliusza II od nakazu podniesienia ogólnego poziomu obserwancji. W Rzymie był świadkiem bezceremonialnego zachowania księży i komercjalizacji posługi duchowej.
W 1512 Luter otrzymał stopień doktora teologii na uniwersytecie wittenberskim, gdzie prowadził wykłady na temat psalmów, listów do Rzymian i Galatów. W swoim nauczaniu trzymał się interpretacji Biblii w duchu ockhamistów, neoplatonizmu, mistycyzmu i devotio moderna.

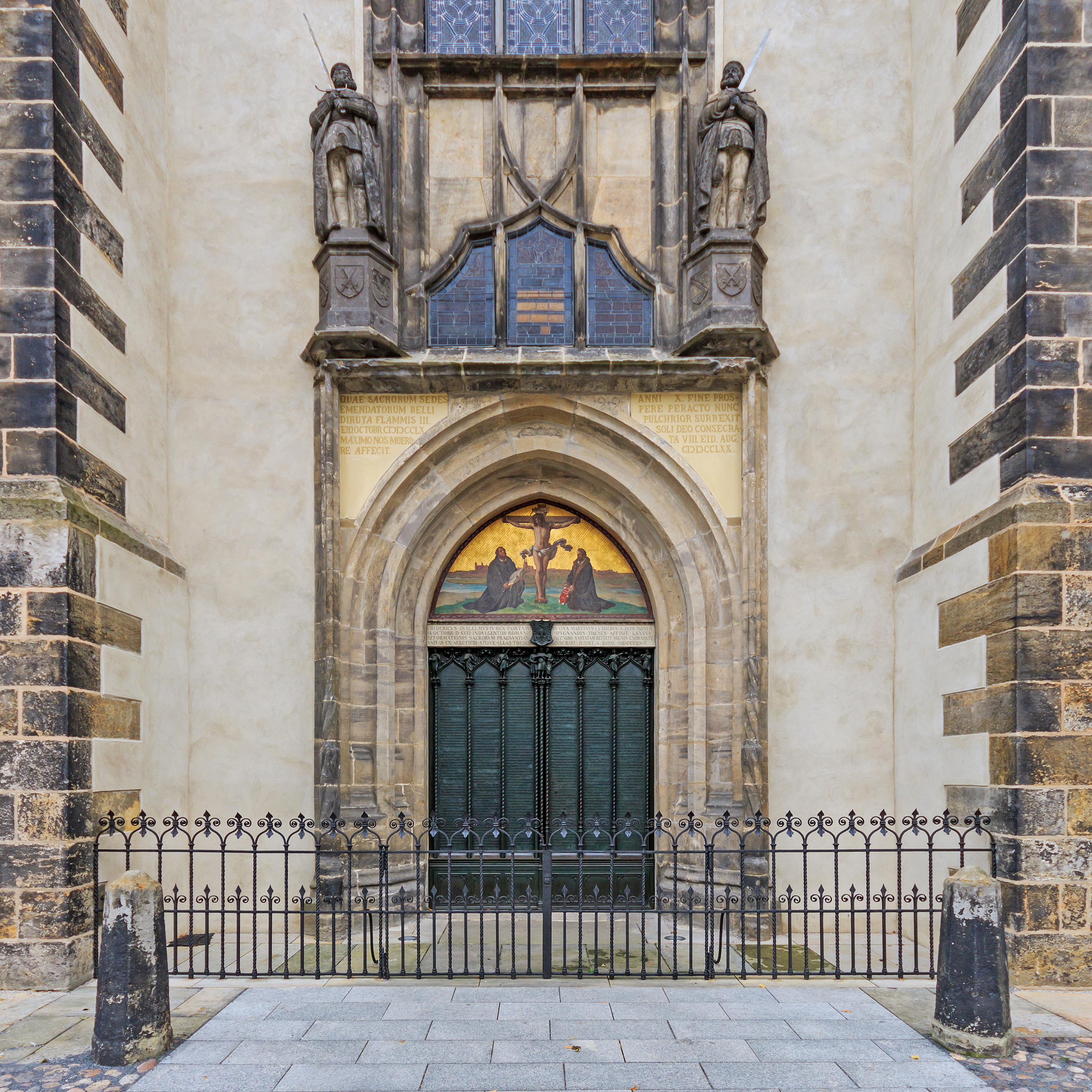
Drzwi, na których Marcin Luter miał przybić 95 tez

Studiując Biblię, Luter zaczął inaczej postrzegać kwestie prawości oraz rolę penitenta w kościele. Uważał, że rozgrzeszenie jest wyłącznie domeną boską. Zaczął nauczać, że zbawienie i odkupienie grzechów następuje w drodze łaski boskiej i jest osiągalne wyłącznie przez wiarę w Jezusa jako zbawiciela. Stąd też jego sprzeciw wobec handlu odpustami, ustanowionymi w 1516 przez papieża Leona X. Dzięki sprzedaży odpustów kościół finansował budowę nowej bazyliki św. Piotra w Rzymie oraz spłatę długów w banku Fuggera. Handel odpustami opierał się na założeniu, że Chrystus i święci podczas swego życia na ziemi zrobili więcej dobrych uczynków niż potrzebne im było do zbawienia. Ów nadmiar mógł zatem posłużyć innym grzesznikom do uzyskania życia wiecznego, a papież miał władzę udzielania uczynków łaski ze skarbca świętych. Luter uważał, że uzyskane w ten sposób odpuszczenie kar za grzechy dalekie było od uczucia prawdziwej pokuty i żalu, a miejsce wiary zajmowała opłata pieniężna.
Swoją opinię na temat odpustów Luter wyraził w wydanej 4 września 1517 publikacji Disputatio contra scholasticam theologiam, która nie znalazła większego odzewu ani wśród teologów, ani wśród hierarchii kościelnej. 31 października 1517 Luter upublicznił swoje przemyślenia, przybijając do drzwi kościoła zamkowego 95 tez i wzywając do publicznej debaty religijnej. Dzięki coraz lepiej rozwiniętej sztuce drukarskiej w dwa tygodnie tezy były znane w całych Niemczech, a w ciągu miesiąca obiegły całą Europę.
W 1518 Fryderyk III ufundował uniwersytetowi katedrę języka greckiego, którą początkowo miał objąć znany lingwista Johannes Reuchlin. Po odmowie Reuchlina motywowanej zaawansowanym wiekiem, stanowisko przyznano jego protegowanemu, Filipowi Melanchtonowi. W swoim pierwszym wystąpieniu Melanchton nawoływał do reformy uniwersytetu, upatrując źródła nowej myśli i inspiracji w lekturze oryginalnych tekstów antycznych. Natychmiast zdobył sympatię Lutra, z którym rozpoczął ścisłą współpracę. W 1521 opublikował pierwsze systematyczne ujęcie teologii reformacji Loci communes rerum theologicarum.
Luter został wezwany przez papieża do przyznania się do błędów i odwołania swoich tez. Ten jednak wystąpił jeszcze bardziej stanowczo za reformą kościoła, zaprzeczając twierdzeniu, że prymat papieża jest uzasadniony w Piśmie Świętym i podważając nieomylność soborów.

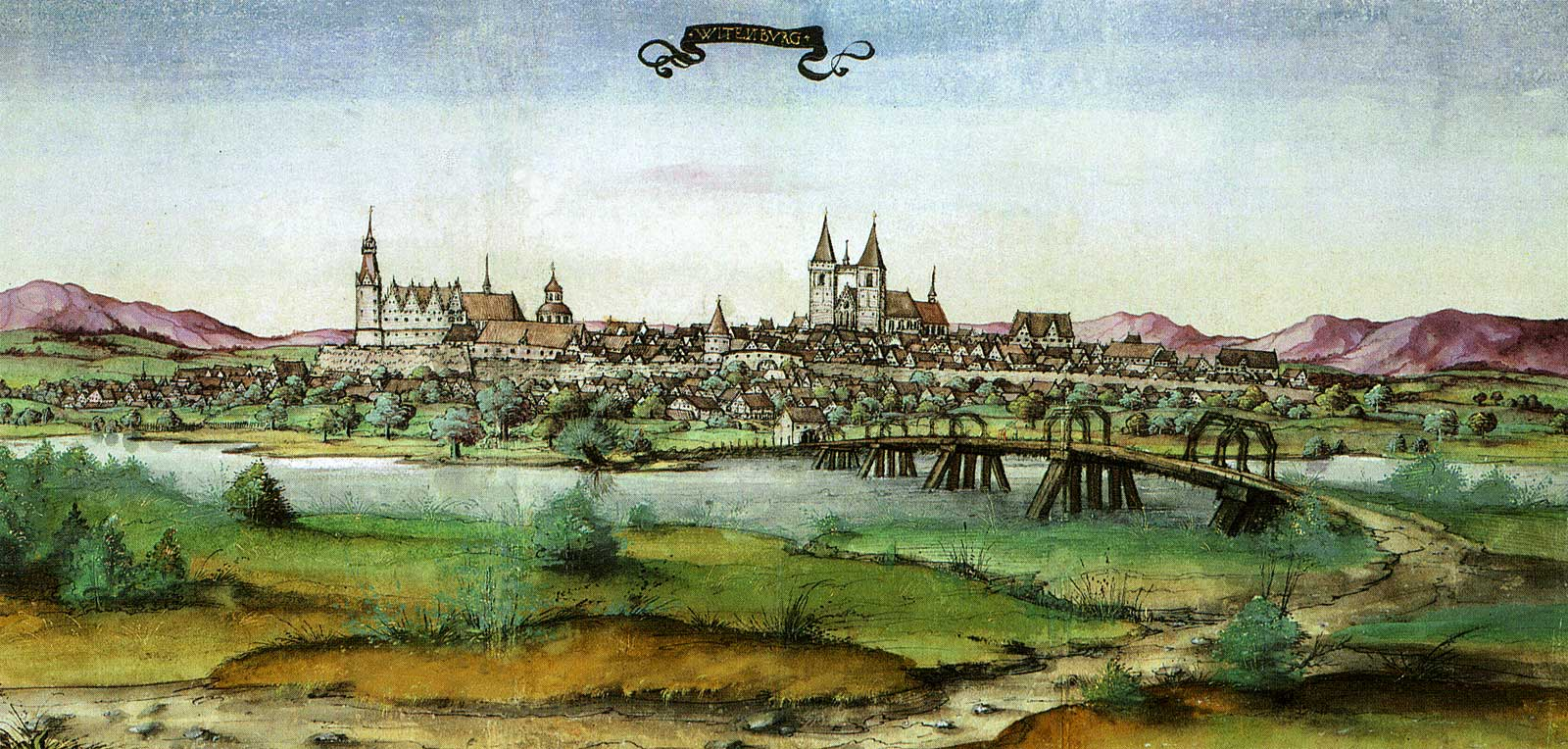
Panorama Wittenbergi, ok. 1536

Niezgodne z nauką kościoła dzieła Lutra miały być spalone, a ich autor został wezwany do pojednania z papieżem pod groźbą ekskomuniki. W odpowiedzi Luter ogłosił kolejne trzy pisma: O naprawie stanu chrześcijańskiego, O niewoli babilońskiej Kościoła oraz O wolności chrześcijanina, w których to ostro przeciwstawiał się papieskiej supremacji, krytykując wszelkie praktyki kościoła nie znajdujące potwierdzenia w Biblii. Wreszcie 10 grudnia 1520 w obecności licznie zgromadzonych studentów, profesorów i ludu spalił na przedmieściach Wittenbergi papieskie księgi prawnicze wraz z bullą. Czynem tym ostatecznie zerwał z kościołem. 3 stycznia 1521 papież Leon X nałożył na Lutra ekskomunikę. Książę Fryderyk III Mądry, mimo że sam pozostawał przy kościele, chronił Lutra przed atakami przeciwników. Podczas sejmu Rzeszy w Wormacji (1521) wyjednał dla niego u cesarza Karola V nietykalność osobistą, a w latach 1521–1522 ukrywał go na zamku w Wartburgu.
Wittenberga stała się „Rzymem protestantyzmu” i głównym ośrodkiem myśli reformatorskiej. Wkrótce ruch reformacyjny upowszechnił się w Europie, przyczyniając się do wybuchu konfliktów na tle religijnym, których kulminacją były I i II wojna szmalkaldzka. Po bitwie pod Mühlbergiem (1547) cesarz Karol V Habsburg tryumfalnie wjechał do miasta, odbierając tytuł elektora Janowi Fryderykowi Wspaniałomyślnemu. Wittenberga oraz prawo elektoralne zostały przekazane książętom z linii Alberta. Linia Ernesta pozostała w Turyngii, ale z czasem rozbiła się na wiele małych księstw.

### XVII–XVIII wiek

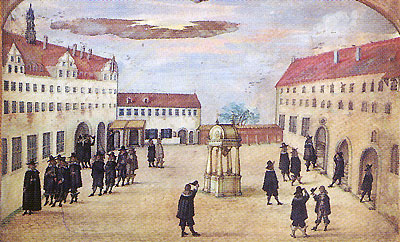
Uniwersytet Wittenberski, XVII w.

Okres wojny trzydziestoletniej Wittenberga przetrwała bez większych strat, głównie dzięki wzmocnionym umocnieniom obronnym (1626). Jednak wiele sąsiednich miejscowości zostało spalonych, a okoliczna ludność szukała schronienia za murami miasta. Głód oraz epidemia dżumy zdziesiątkowały populację Wittenbergi. Pomimo tego w 1637 miasto obroniło się przez atakiem wojsk szwedzkich pod dowództwem Johana Banéra, które spaliły drewniany most na Łabie, wybudowany przez Fryderyka Mądrego.
W latach 1697–1763 pod panowaniem królów Polski Augusta II Mocnego i Augusta III Sasa.

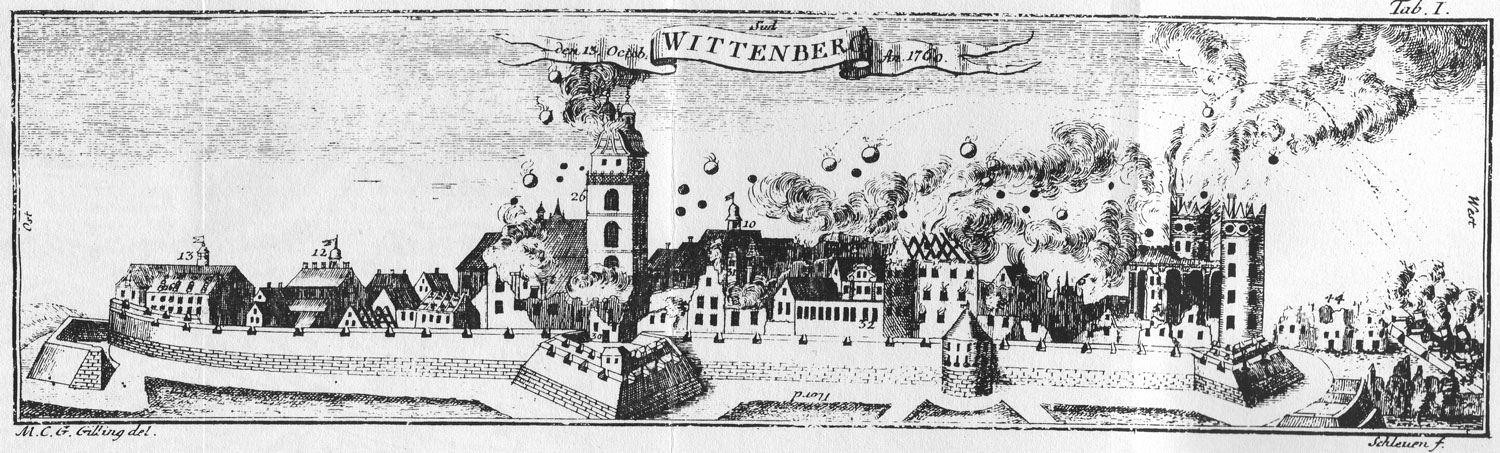
Wittenberga pod ostrzałem w 1760

Z początkiem wojny siedmioletniej Wittenberga była okupowana przez różne wojska. 27 sierpnia 1759 miasto zostało zdobyte przez armię pruską, która po uprzednim spaleniu przedmieść odmówiła kapitulacji przed wojskiem cesarskim (niem. Reichsarmee). W odpowiedzi miasto zostało ostrzelane 13 października 1760. Zamek oraz kościół zamkowy zostały doszczętnie spalone. Prusacy poddali miasto, którego nie ominęły kolejne zniszczenia, m.in. spłonęły drzwi katedry, do których Luter przybił swoje tezy.
W 1764 rząd Saksonii odebrał Wittenberdze prawo miasta-fortecy (niem. Festungsrecht). Zamek został odbudowany w stylu późnego baroku w 1770. Nowy most na Łabie oddano do użytku w 1787. Działania wojenne przyczyniły się do upadku wittenberskiego uniwersytetu, który w 1795 liczył jedynie 336 studentów.

### Wojny napoleońskie

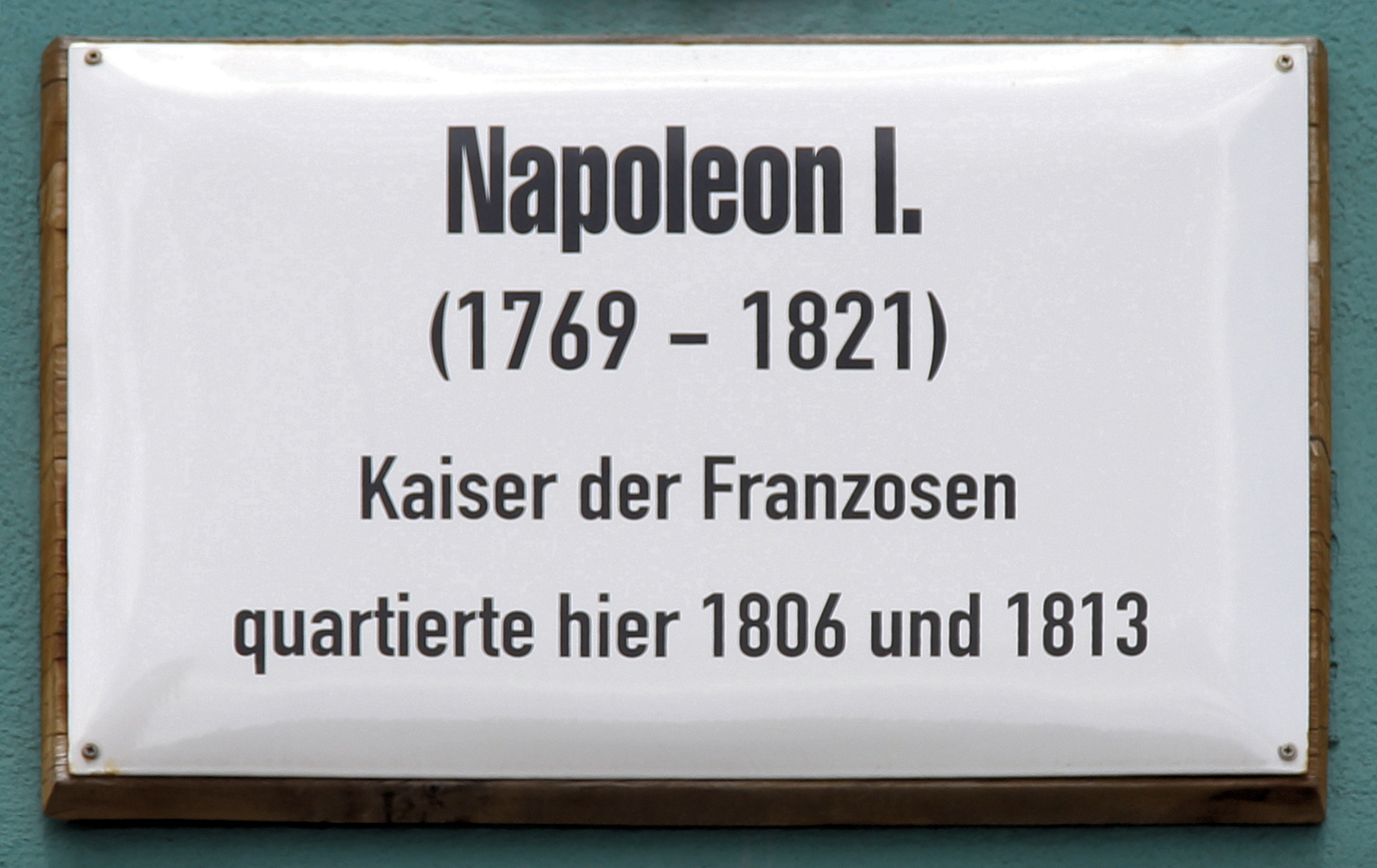
Tablica upamiętniająca pobyt Napoleona, cesarza Francuzów, w 1806 i 1813

Po przegranej zjednoczonej armii Prus i Saksonii w bitwie pod Jeną-Auerstadt 14 października 1806 książę Saksonii Fryderyk August I poddał się Napoleonowi, podpisując pokój 11 grudnia 1806, przechodząc na stronę cesarza i przystępując do Związku Reńskiego. Wkrótce Fryderyk August został królem Saksonii. Napoleon odwiedził Wittenbergę 23 października 1806, przywracając miastu status fortecy. Miasto przekształcono w kwaterę tymczasową armii francuskiej. Uniwersytet wittenberski został przeniesiony do Bad Schmiedeberg, a mieszkańcy miasta musieli zapewnić wojsku wikt i zakwaterowanie. W sumie przez miasto przeszło 160 000 żołnierzy, przy czym ok. 60 000 stacjonowało tu permanentnie.
W trakcie wojen wyzwoleńczych komendantem miasta był Jean François Cornu de Lapoype, który nakazał wyburzenie zabudowań przedmieść na szerokość 900 kroków, by mieć lepsze pole ostrzału. Po bitwie pod Wartenburgiem w 1813 r. pruskie ataki na fortecę przybrały na sile, jednak de Lapoype odmawiał kapitulacji. Sytuacja w mieście się pogarszała, brakowało wody pitnej, a żywność podlegała racjonowaniu.

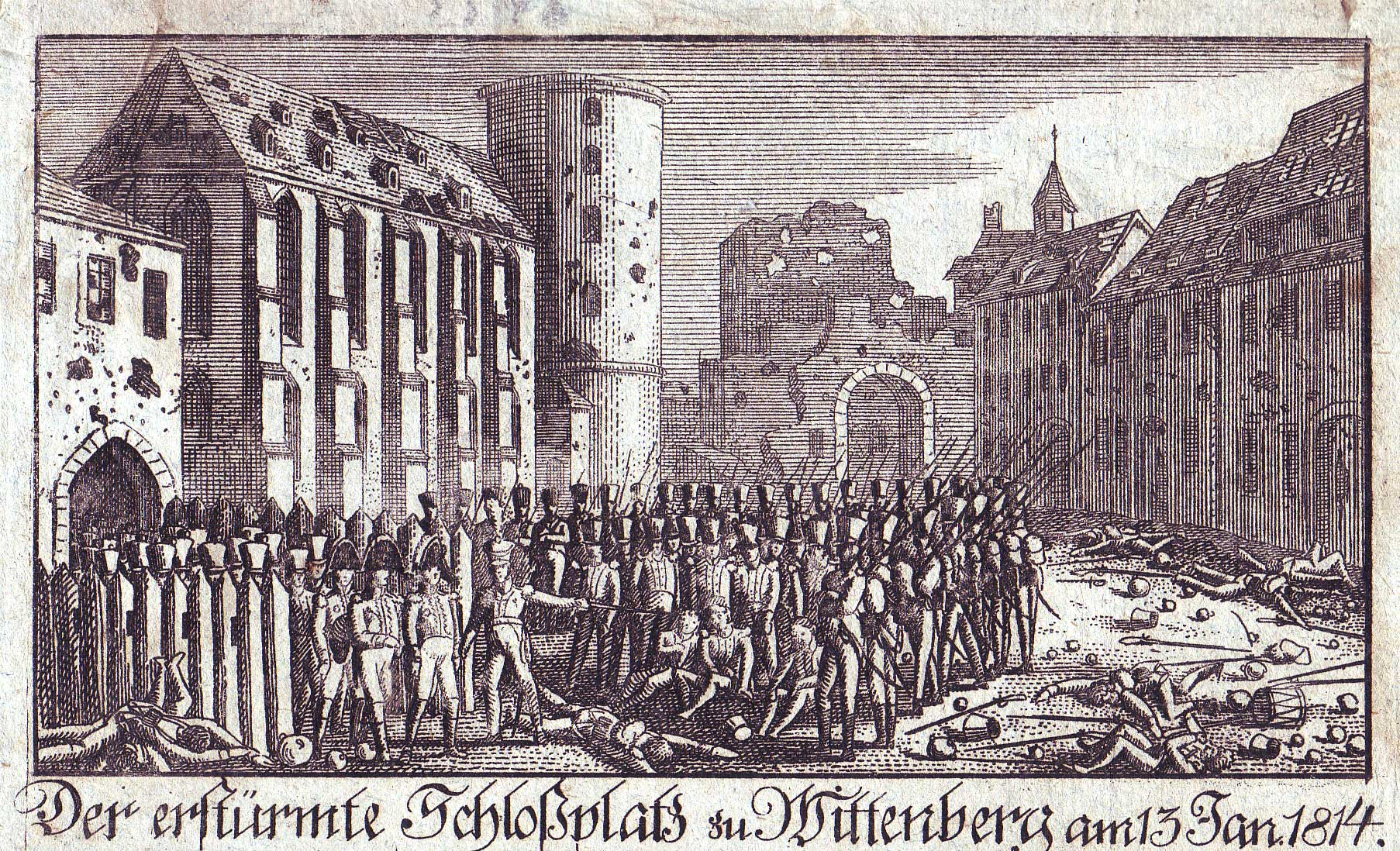
Plac zamkowy po szturmie w 1814

12 lutego 1814 komendant odrzucił kolejną ofertę kapitulacji. Miasto zostało poddane wielogodzinnemu ostrzałowi, podczas którego oddano 2477 wystrzałów armatnich. Następnie wzięto miasto szturmem, podczas którego zginęło 100 żołnierzy i 8 oficerów. Oddziały de Lapoype’a zostały już wcześniej zdziesiątkowane. Z 3000 żołnierzy, którzy przybyli do Wittenbergi w 1813, jedynie 2000 było zdolnych do walki w trakcie szturmu, a 800 leżało w lazaretach. Straty wojenne miasta obejmowały 1/3 ludności. Ponadto zburzono 259 domów na przedmieściach i 37 w centrum oraz wycięto 100 000 drzew, w tym słynny dąb Luthereiche.

### W granicach Prus i Niemiec
Zgodnie z postanowieniami kongresu wiedeńskiego 1/5 terytorium Saksonii, w tym i Wittenberga, przeszły pod panowanie pruskie. W 1817 król pruski Fryderyk Wilhelm III podjął decyzję o rozwiązaniu uniwersytetu wittenberskiego i wzmocnieniu uczelni w Halle (Saale). W zamian Wittenberga otrzymała seminarium ewangelickie. W 1820, wraz z wprowadzeniem się 26 regimentu infanterii, Wittenberga stała się miastem garnizonowym, a budynki pouniwerysteckie zostały przekształcone w koszary.
W trakcie drugiego Niemieckiego Ewangelickiego Dnia Kościoła (niem. Deutscher Evangelischer Kirchentag) w 1848 powstała misja Johanna Hinricha Wicherna, późniejsze Diakonisches Werk.
W 1871 miasto znalazło się w granicach Niemiec. 11 czerwca 1873 na rozkaz cesarza Wilhelma I z 30 maja tego roku rozpoczęto rozbiórkę umocnień obronnych, w miejsce których powstały zieleńce miejskie. W 1876 Wittenberga uzyskała podłączenie do linii telefonicznej pomiędzy Berlinem a Halle (Saale). Miasto przeżywało okres rozkwitu gospodarczego. W 1884 założono fabrykę materiałów wybuchowych w dzielnicy Reinsdorf, powstawały zakłady produkcji maszyn, gumy i stali.

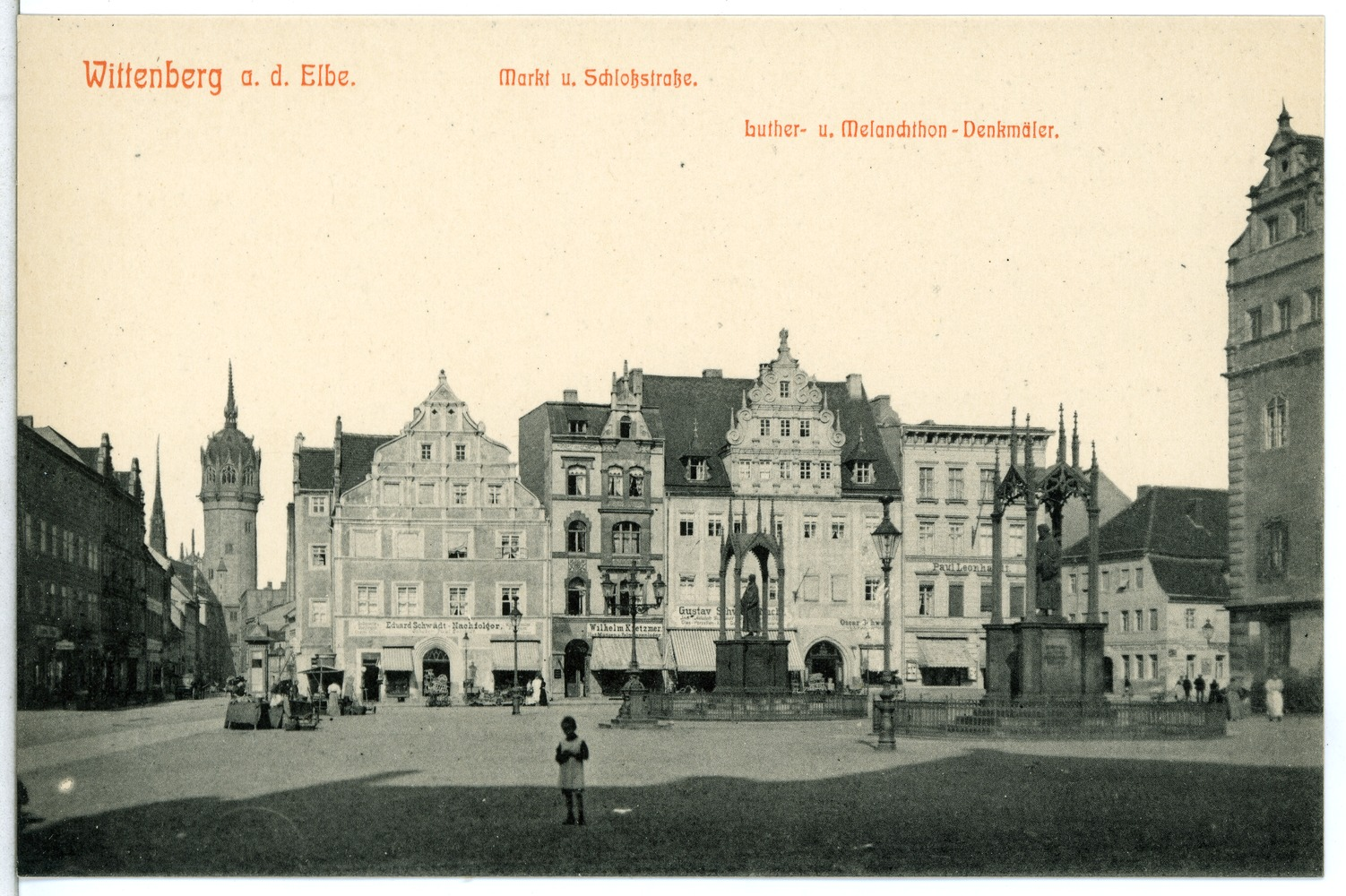
Rynek w 1911

Miasto zaczęło też pielęgnować pamięć o swojej reformatorskiej przeszłości. W 1821 wystawiono Lutrowi pomnik, w 1830 zasadzono nowy dąb Luthereiche. W 1858 zrekonstruowano historyczne drzwi katedralne. W 1865 odsłonięto pomnik Melanchtona. W latach 1877–1883 urządzono w domu Lutra muzeum historii reformacji. 31 października 1892 w obecności cesarza Wilhelma II poświęcono odnowiony kościół zamkowy. W 1894 odsłonięto na placu kościelnym pomnik Jana Bugenhagena.
W XX wieku nastąpiła dalsza industrializacja miasta. W 1906 powstała fabryka czekolady Wikana. Wkrótce przeprowadzono elektryfikację. W 1915 w dzielnicy Piesteritz wybudowano zakłady azotowe według projektu Karla Janischa. Dla projektu pozyskano Paula Schmitthennera oraz Otto Rudolfa Salvisberga, którzy zaprojektowali osiedle pracownicze (obecnie objęte ochroną zabytków).
Wraz z uprzemysłowieniem wzrastała liczba ludności, co przyczyniło się do uzyskania statusu miasta powiatowego (1 kwietnia 1922). W maju 1922 magistrat wraz z radą miejską zmieniły oficjalną nazwę miasta na Lutherstadt Wittenberg, która została oficjalnie uznana dopiero w 1938.
13 czerwca 1935 miała miejsce eksplozja w zakładach materiałów wybuchowych, wskutek której śmierć poniosło wielu pracowników. W tym samym roku wybudowano fabrykę części lotniczych Arado Flugzeugwerke, w której do pracy zmuszano więźniarki obozu koncentracyjnego KL Ravensbrück. W 1936 Wittenberga stała się miastem garnizonowym Wehrmachtu. W 1938 podczas nocy kryształowej zniszczono wiele sklepów i mieszkań żydowskich, a ich właścicieli aresztowano i deportowano.

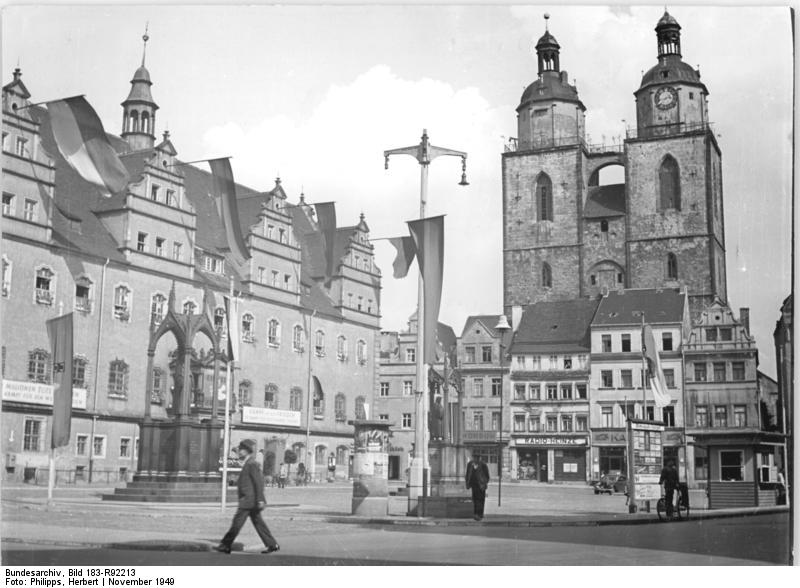
Rynek w 1949

Po wybuchu II wojny światowej Wittenberga stała się ważnym ośrodkiem przemysłu zbrojeniowego. Aby zapewnić nieprzerwane dostawy na front, do pracy przy produkcji broni przymuszano więźniów okolicznych obozów koncentracyjnych. Latem 1944 założono w mieście oddział obozu Sachsenhausen. 26 kwietnia 1945 do miasta weszły wojska Armii Czerwonej. Wittenberga znalazła się na terenie Niemieckiej Republiki Demokratycznej (NRD) i rozpoczęto odbudowę miasta. 17 czerwca 1953 robotnicy Wittenbergi przyłączyli się do ogólnonarodowych wystąpień, które zostały stłumione przez wojska radzieckie.
W Wittenberdze osiedliło się wielu przesiedleńców z terenów dawnych Prus Wschodnich, co nasiliło problemy mieszkaniowe. W latach 1957–1963 wybudowano pierwsze bloki mieszkalne z tzw. wielkiej płyty.
Miasto dbało o swój wizerunek kolebki reformacji. W 1952 obchodzono 450. rocznicę utworzenia uniwersytetu, w 1953 obchodzono 400. rocznicę śmierci Lucasa Cranacha, w 1967 450-lecie narodzin ruchu reformacji. W dawnym domu Filipa Melanchtona urządzono muzeum.
Po przełomie w 1989 kondycja gospodarcza miasta znacznie się pogorszyła. Zamknięto wiele zakładów przemysłowych, bezrobocie stale rosło. Wiele osób zmuszonych było opuścić miasto w poszukiwaniu pracy na zachodzie Niemiec. W ostatnich latach nastąpiło nieznaczne polepszenie sytuacji ekonomicznej. Miasto łączy swoją przyszłość z rozwojem usług związanych z turystyką religijną i historyczną.

## Demografia
Wykres zmian populacji miasta na przestrzeni wieków:

## Zabytki
- zespół zamkowy

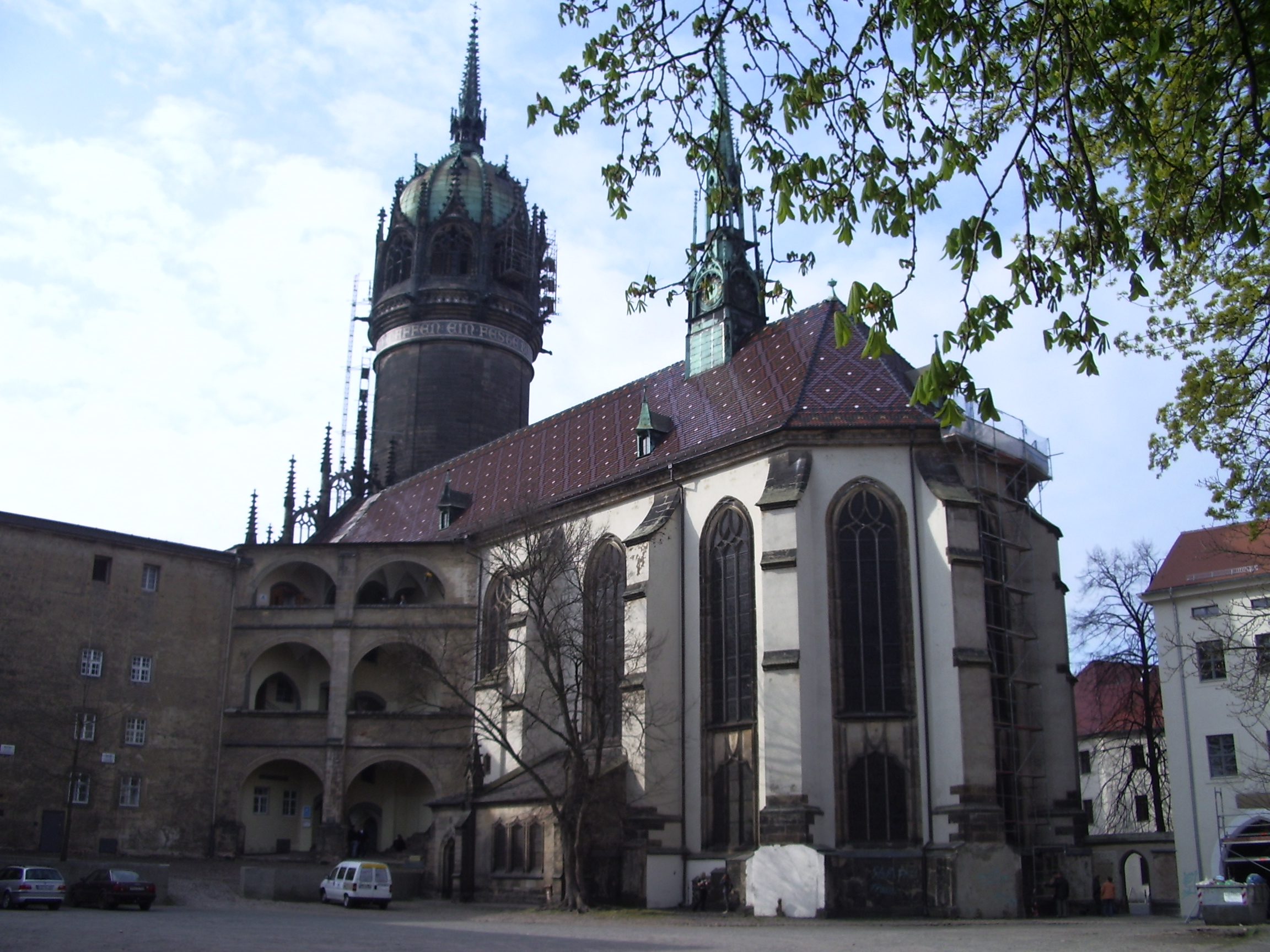
Kościół zamkowy

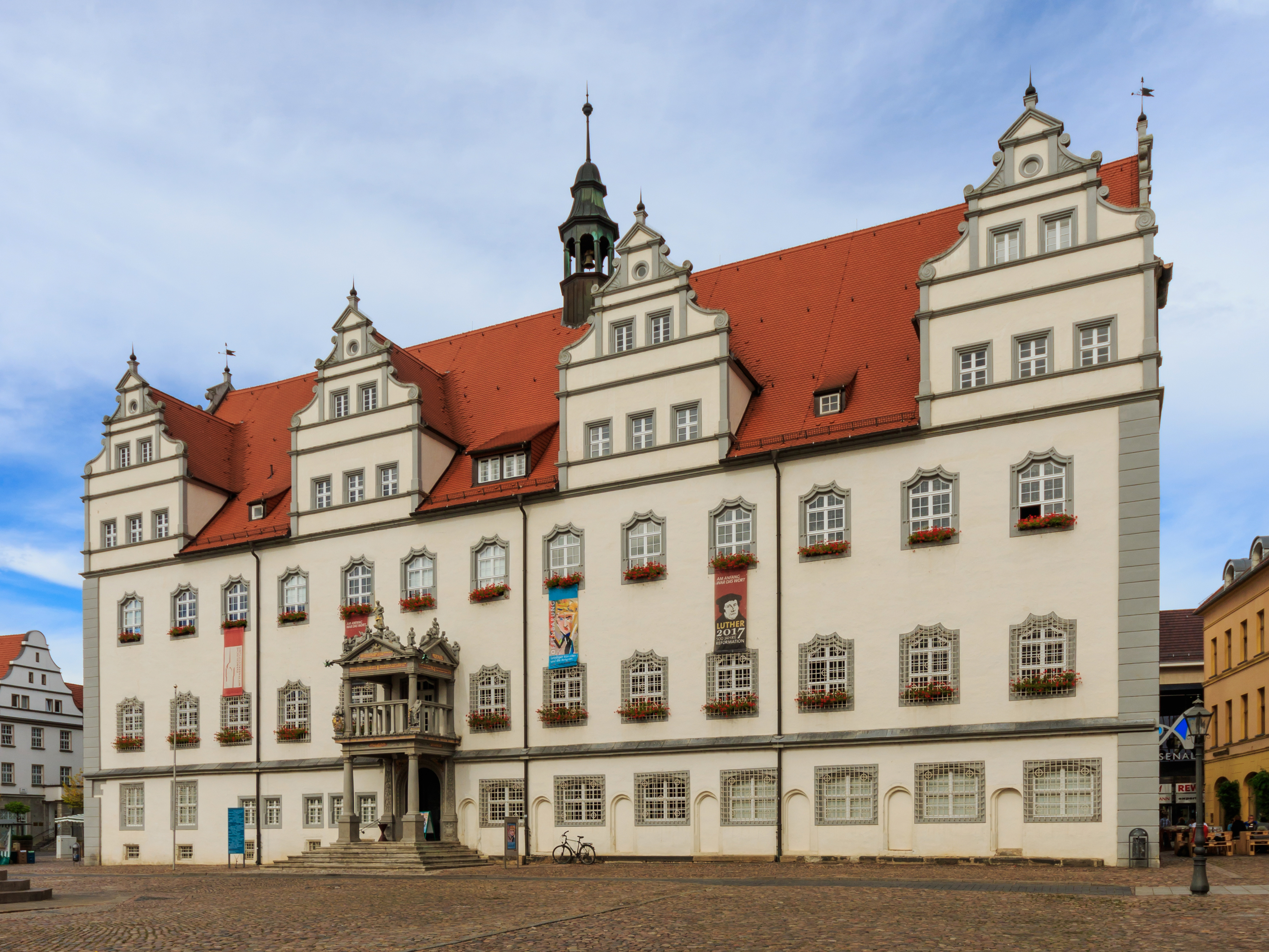
Ratusz

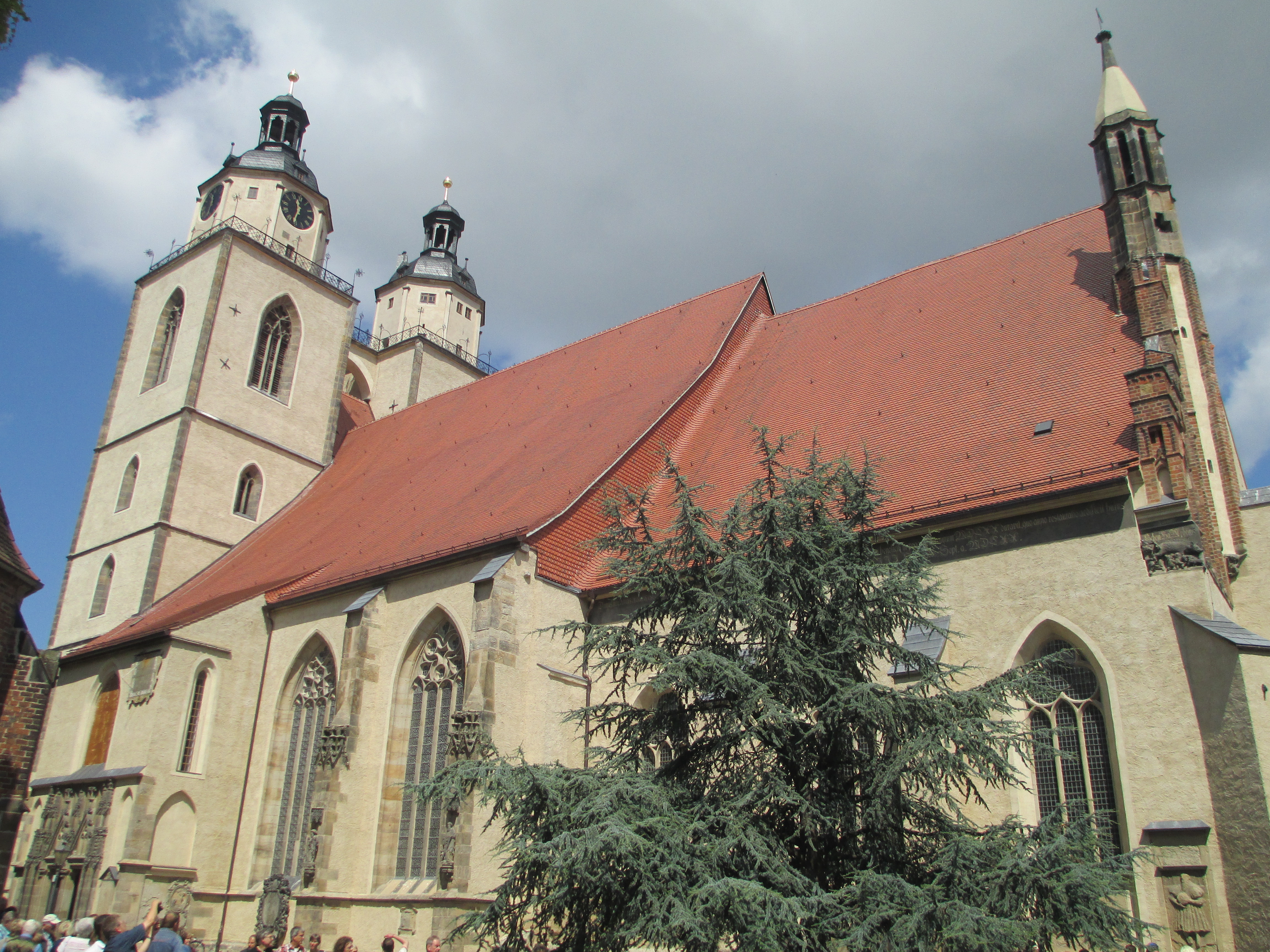
Kościół Najświętszej Marii Panny

  - zamek, pierwotny gotycki z XIII w. uległ zniszczeniu w czasie wojny siedmioletniej w 1760. Został odbudowany w 1770 w stylu późnego baroku. Ponownie ucierpiał w trakcie działań wojennych w 1814, po czym został przekształcony w koszary dla stacjonującego w mieście wojska
  - kościół zamkowy (Allerheiligen), zbudowany w stylu gotyckim w XV w., gruntownie przebudowywany w XVIII i XIX wieku w duchu neogotyckim. Miejsce spoczynku Marcina Lutra i Filipa Melanchtona. Od strony północnej znajduje się wejście, gdzie na dawnych drewnianych drzwiach Marcin Luter miał przybić swoje 95 tez. Wewnątrz m.in. portret Lutra, pędzla Lucasa Cranacha Młodszego, brązowa chrzcielnica wykonana przez Petera Vischera starszego z Norymbergi, późnogotyckie nagrobki Jana Stałego i Fryderyka Mądrego. Witraże, wśród z nich przedstawiające herby miast, które pierwsze przyjęły luteranizm.
- rynek:
  - renesansowy ratusz, zbudowany w latach 1523–1535 pod kierunkiem Konrada Krebsa, rozbudowany w 1541 m.in. przez Lucasa Cranacha Starszego
  - kościół NMP (St. Marien) – Gotycki, trójnawowy kościół, z dwuwieżową fasadą (hełmy wież z XVII w.), zbudowany w XIV w., rozbudowany w następnym stuleciu (m.in. dobudowano zespół późnogotyckich portali). Wewnątrz najważniejszym zabytkiem jest ołtarz główny z obrazami Lucasa Cranacha Starszego i Młodszego, jedno z pierwszych dzieł protestanckiego malarstwa tablicowego. Jest to tryptyk, gdzie w głównej części znajduje się przedstawienie Ostatniej Wieczerzy, na bocznych skrzydłach przedstawienia sakramentu chrztu i spowiedzi. Na rewersach przedstawienia F. Melanchtona oraz J. Bugenhagena, a w predelli scena ukazująca nauczającego Lutra. Brązowa chrzcielnica z 1457 jest dziełem Petera Vischera Starszego, ponadto obrazy epitafijne ze scenami biblijnymi pędzla Ł. Cranacha Młodszego. Tutaj w 1521 Andreas Bodenstein oraz Justus Jonas odprawili pierwsze w Niemczech nabożeństwa luterańskie
  - fontanna z 1617
  - pomnik Marcina Lutra (1821, autorstwa Johanna Gottfrieda Schadowa oraz Karla Friedricha Schinkela)
  - pomnik Filipa Melanchtona (1861, wyk. Friedrich Drake i J. H. Strack)

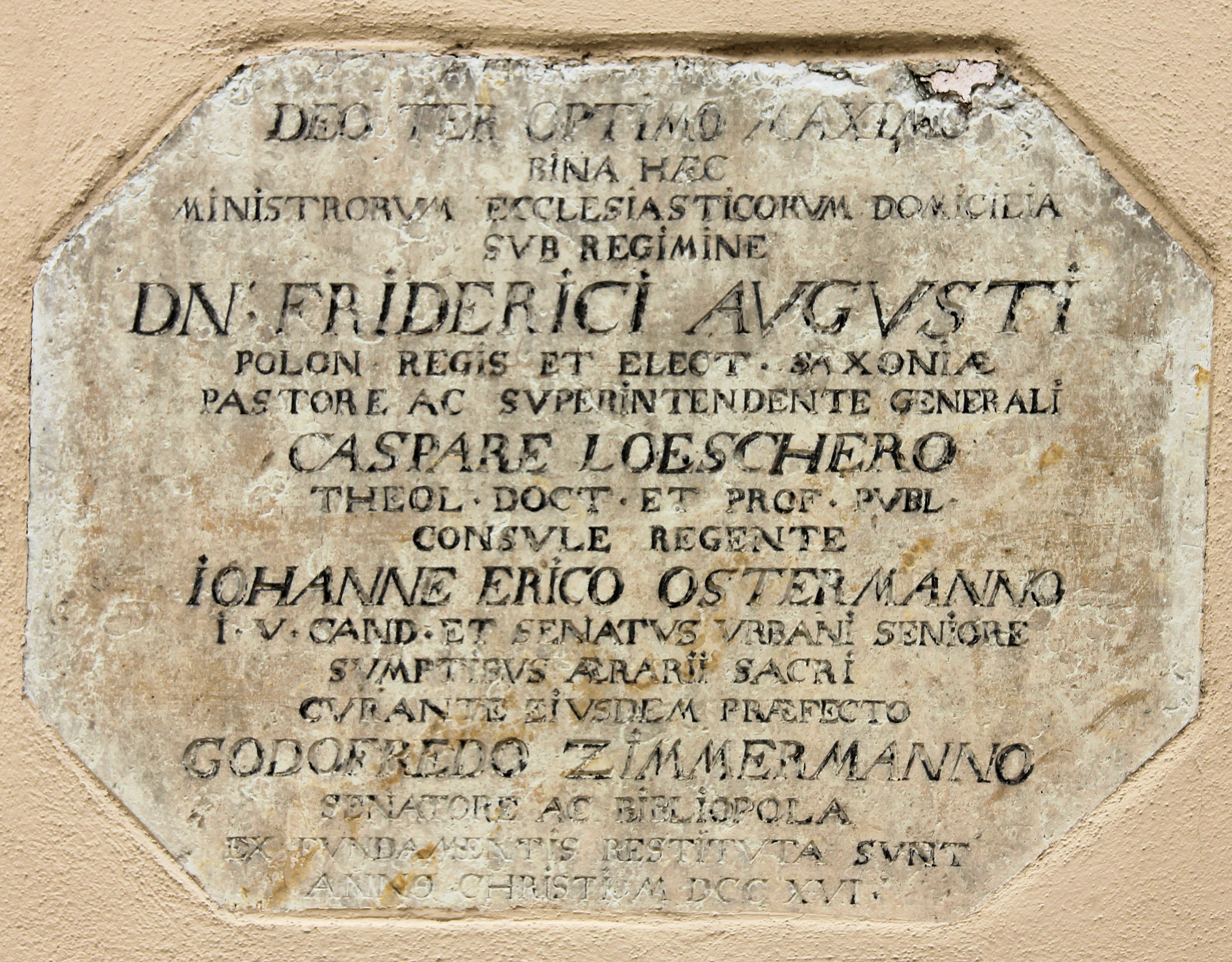
Tablica z XVIII w., upamiętniająca króla Polski Augusta II Mocnego

- budynek diakonatu z 1716 – barokowy dom z osiemnastowieczną tablicą upamiętniającą króla Polski Augusta II Mocnego w łacinie
- dom Lutra (niem. Lutherhaus) – dawny dom Marcina Lutra, znajdujący się na dziedzińcu wewnętrznym Augusteum, jednego z budynków uniwersyteckich. Po przybyciu do Wittenbergi w 1508 Marcin Luter mieszkał w celi klasztoru augustiańskiego, która została oddzielona od budynku klasztornego w XVIII w. Po zerwaniu z kościołem Luter pozostawał pod ochroną księcia Saksonii i mieszkał w izbach klasztornych wraz z rodziną aż do swojej śmierci. W 1564 spadkobiercy Lutra sprzedali budynek uniwersytetowi, który urządził tu dom dla stypendystów. Po rozwiązaniu uniwersytetu dom przeszedł na własność seminarium ewangelickiego, które jednak nie używało budynku. W 1834 powstała tu szkoła dla biednych im. Marcina Lutra. W latach 1853–1856 przeprowadzono prace restauracyjne pod kierownictwem Friedriecha Augusta Stülera. W końcu z inicjatywy burmistrza Schilda urządzono tu muzeum historii reformacji (1877–1883).
- dom Melanchtona (niem. Melanchtonhaus) – kamienica w stylu renesansowym, wybudowana dla Filipa Melanchtona w połowie XVI w. na koszt Fryderyka III Mądrego. Po śmierci Melanchtona (1560) w domu mieszkali kolejni profesorowie uniwersyteccy. W 1810 pokoje Melanchtona udostępniono zwiedzającym. W 1954 w domu urządzono muzeum regionalne, w którym szczególne miejsce zajmują ekspozycje poświęcone pracy Melanchtona.

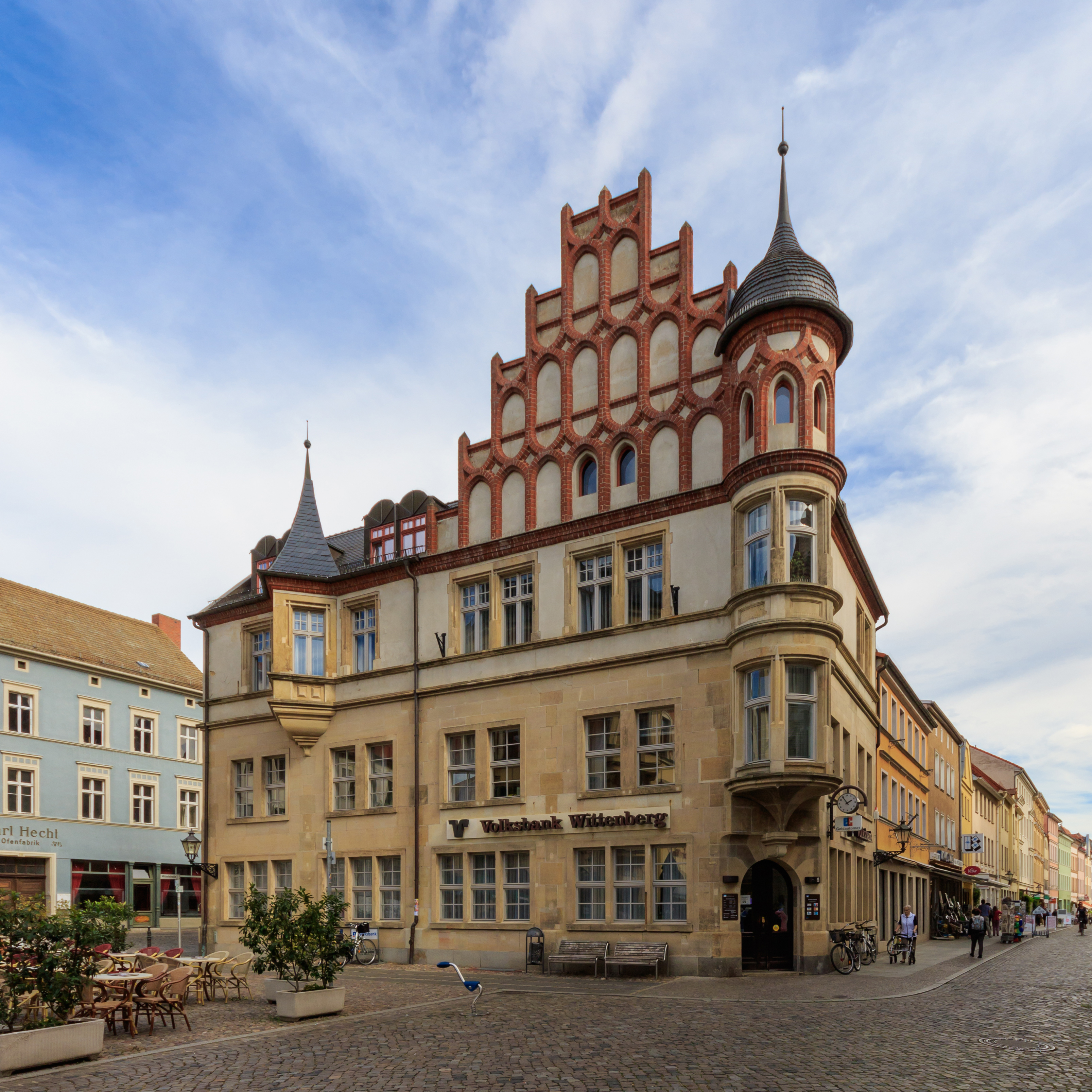
Dom Hamleta

- dom Hamleta (niem. Hamlethaus) – w domu tym miał mieszkać bohater dramatu Williama Shakespeare’a Hamlet podczas swoich studiów na uniwersytecie wittenberskim. Jako że jednak działalność Hamleta datowana jest na ok. 1200, a uniwersytet wittenberski powstał dopiero w 1502, pobyt Hamleta w tym domu jest raczej wykluczony. Przekaz ten jest najprawdopodobniej związany z pobytem w Wittenberdze duńskiego księcia Christiana II, który miał jednak mieszkać w domu Lucasa Cranacha. Możliwe jednak, że mógł bywać w Domu Hamleta, który na początku XVI w. znany był jako Bursa Mercurii, a prowadzono tu wykłady z prawa dla studentów.
- domy Cranachów (niem. Cranachhöfe) – dwa domy Lucasa Cranacha Starszego, przy rynku pod numerem 4 oraz przy Schlosstrasse 1, w których mieszkał i tworzył malarz oraz jego syn Lucas Cranach Młodszy. Lucas Cranach Starszy przybył do Wittenbergi w 1505 i spędził tu 45 lat pracując na dworze książąt saskich. W 1512 zakupił dom przy rynku dokąd przeprowadził się wraz z rodziną. Dom sprzedał ok. 1517–1518 i zakupił posesję przy Schlossstrasse 1, która oferowała znacznie więcej miejsca na urządzenie warsztatu malarskiego. W 1522 Cranach odkupił swój dawny dom przy rynku, gdzie wraz Christianem Döhringem założył drukarnię. W latach 1541–1546 zięć Cranacha Caspar Pfreundt prowadził tu aptekę. Obecnie, domy zostały odrestaurowane staraniem Fundacji Cranacha. W domu przy Schlossstrasse 1 znajduje się m.in. historyczna drukarnia, a w domu przy rynku stała wystawa poświęcona życiu i twórczości Lucasa Cranacha Starszego.
- „Leucorea” – historyczne zabudowania dawnego uniwersytetu wittenberskiego, obecnie część Uniwersytetu Marcina Lutra w Halle-Wittenberdze.
- szkoła Hundertwasserschule – budynek Gimnazjum im. M. Lutra i F. Melanchtona (niem. Luther-Melanchthon-Gymnasium) zaprojektowany przez wiedeńskiego architekta Friedensreicha Hundertwassera.

## Gospodarka
W mieście rozwinął się przemysł maszynowy, metalowy, spożywczy, elektrotechniczny oraz drzewny.

## Osoby związane z miastem

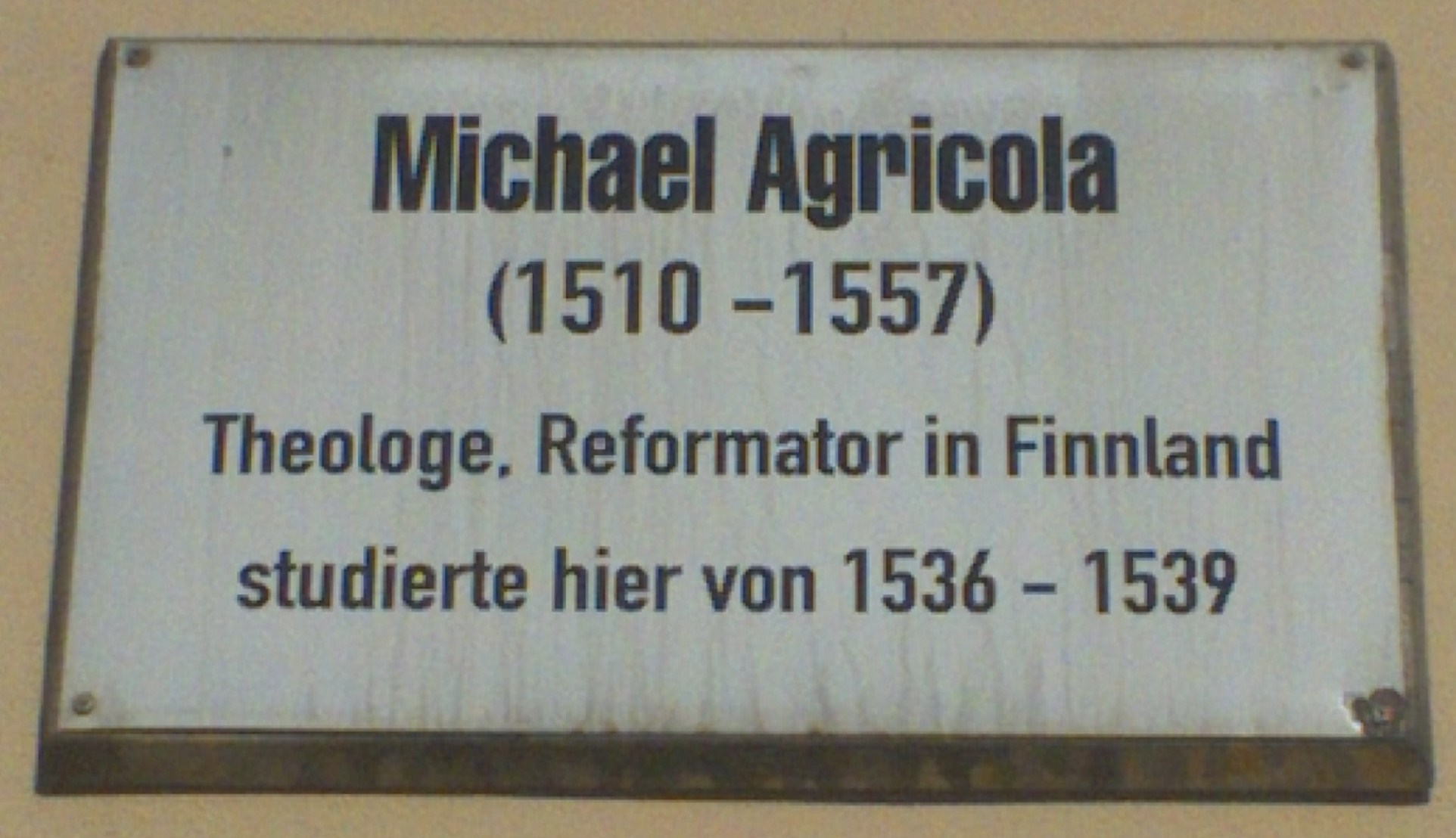
Tablica upamiętniająca Mikaela Agricolę

- Franz Woken (ur. 1685, zm. 1734) – niemiecki pedagog, historyk, językoznawca i teolog luterański, umarł w Wittenberdze

## Współpraca
Miejscowości partnerskie:
- Békéscsaba, Węgry
- Bretten, Badenia-Wirtembergia
- Getynga, Dolna Saksonia
- Haderslev, Dania
- Springfield, Stany Zjednoczone

## Galeria

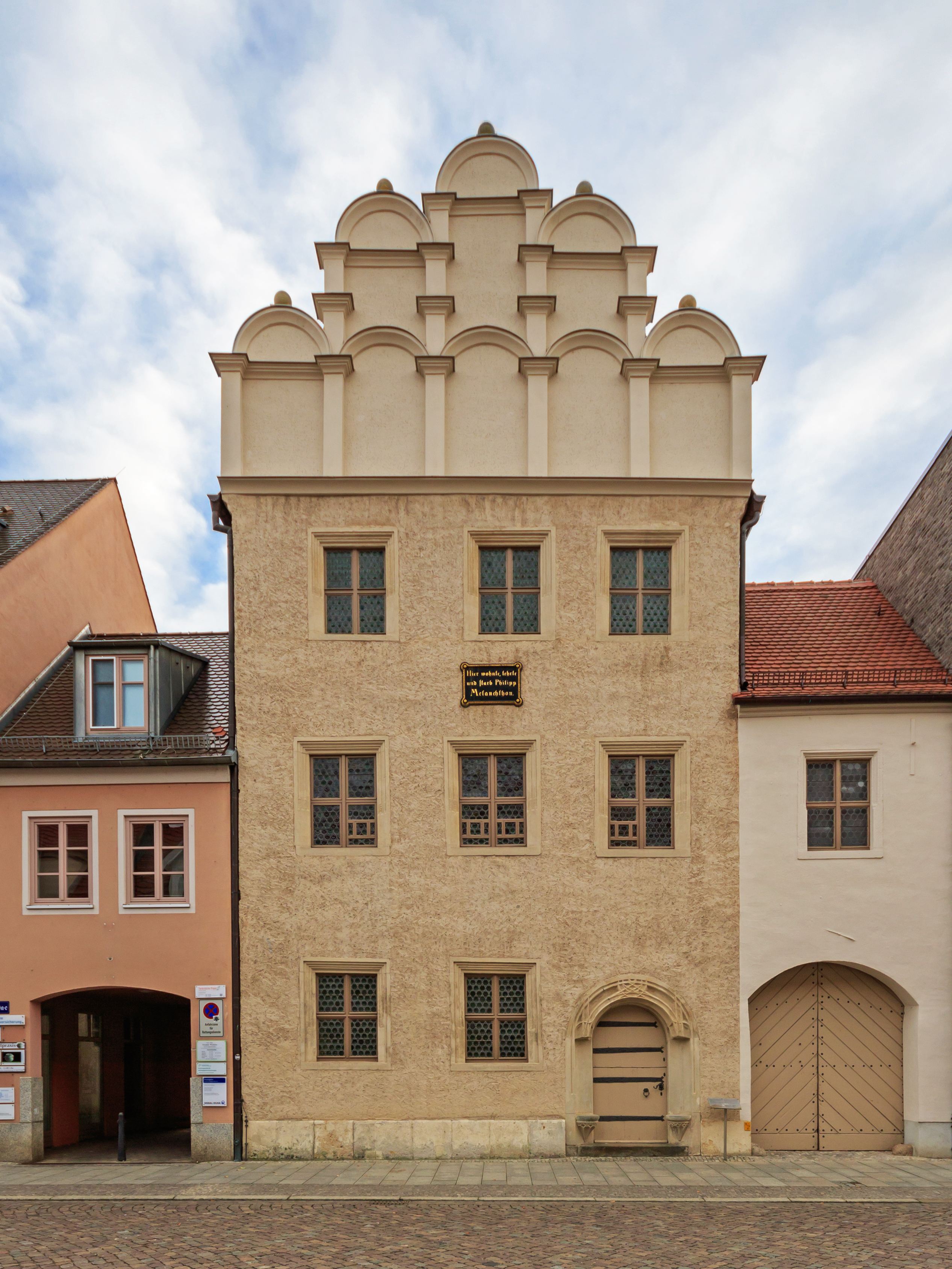
Dom Melanchtona
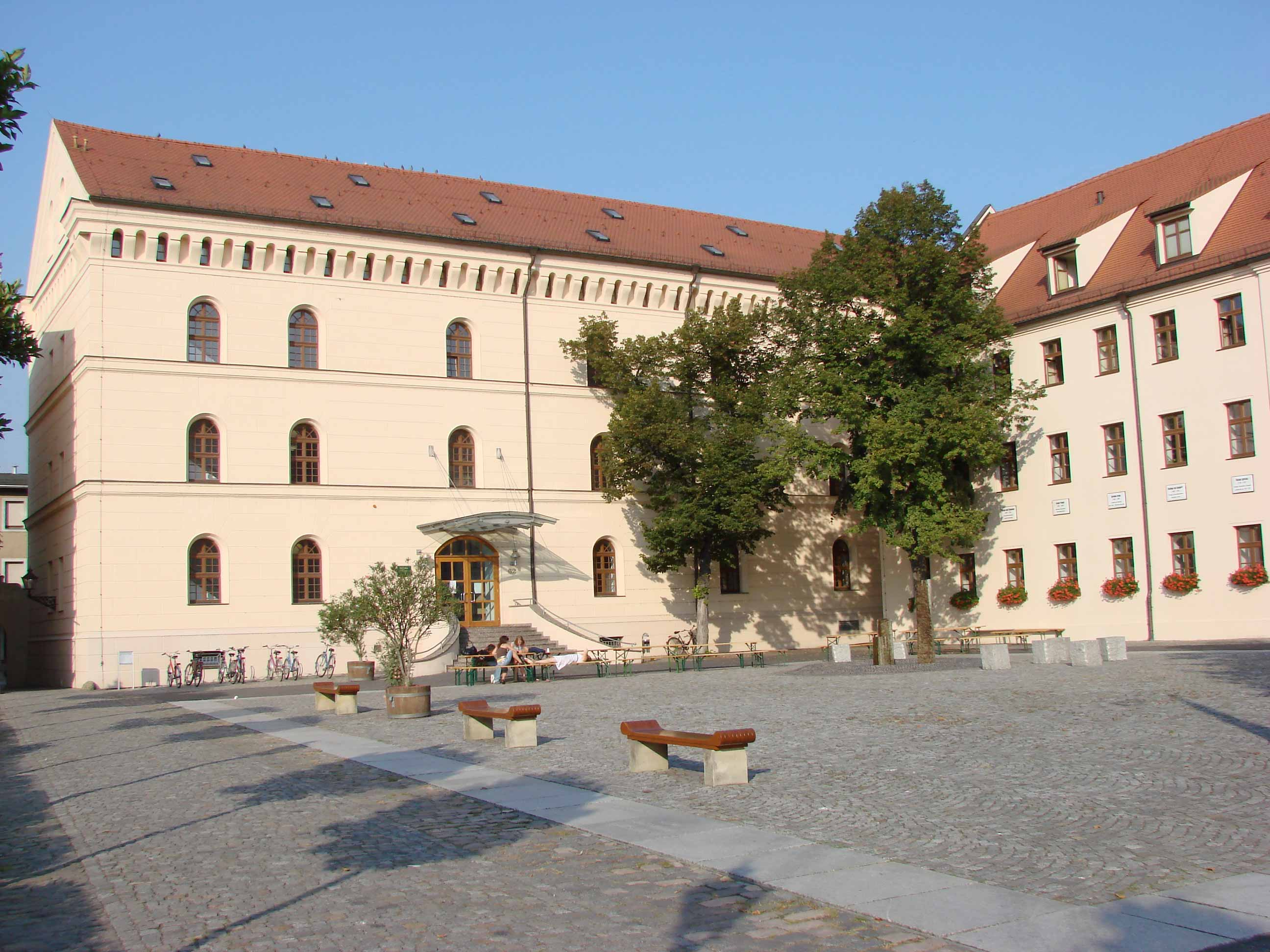
Leucorea
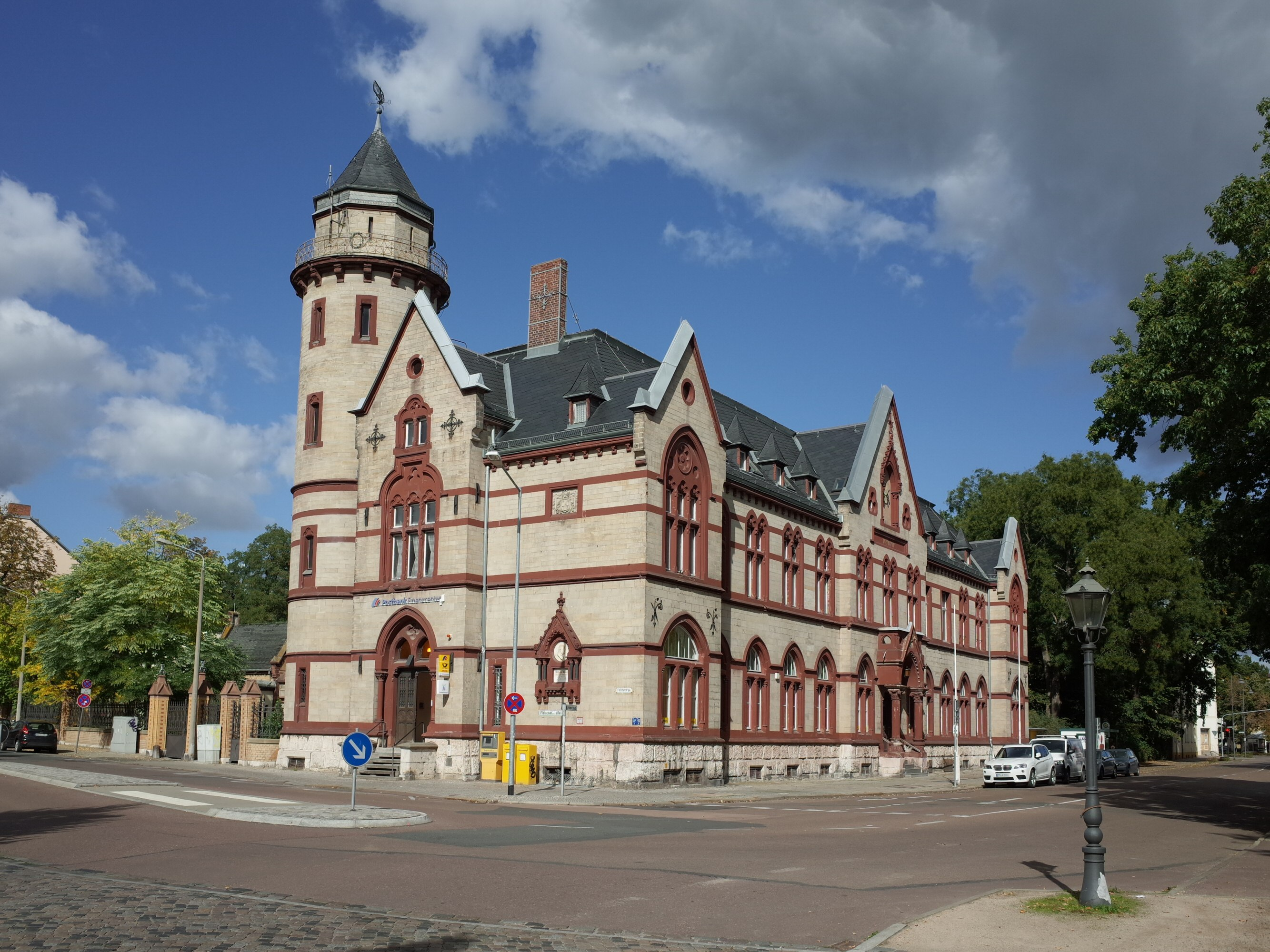
Poczta główna
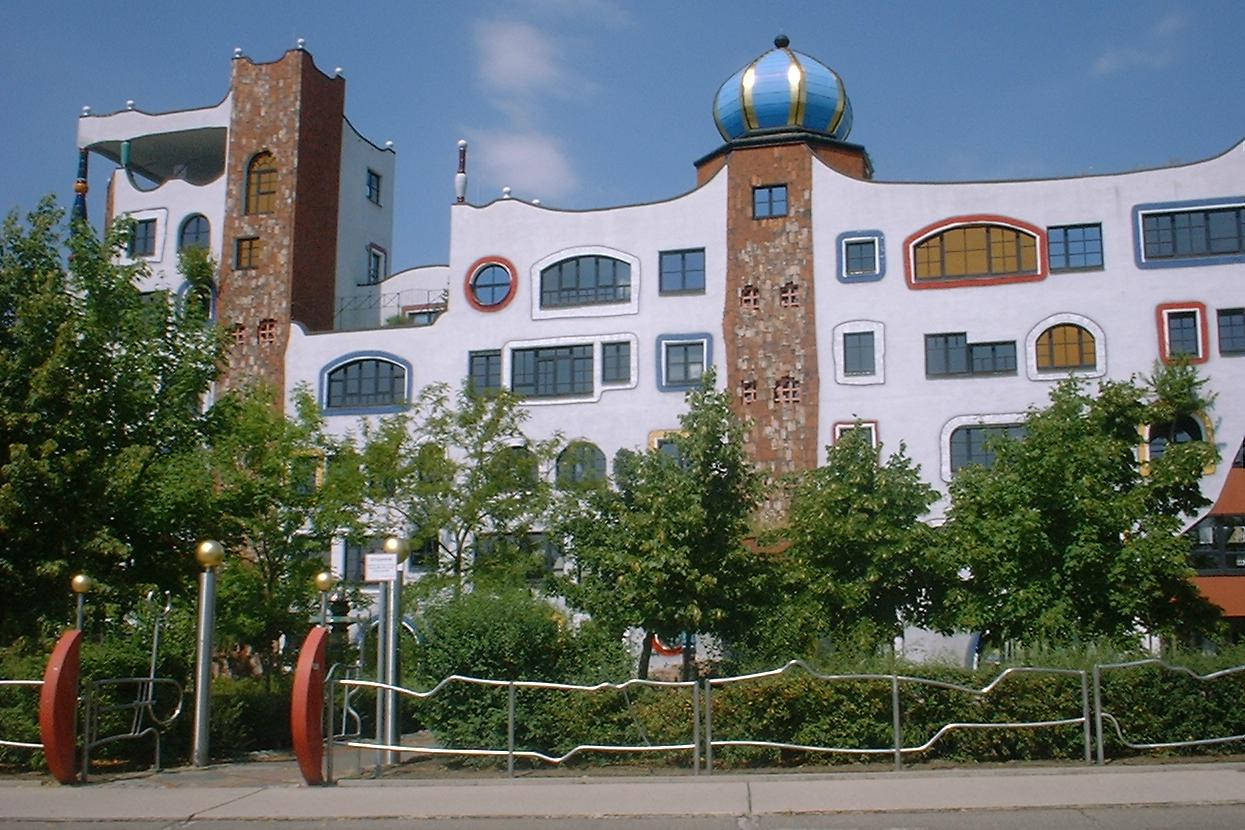
Budynek Gimnazjum im. M. Lutra i F. Melanchtona według projektu Hundertwassera (niem. Hundertwasserschule)
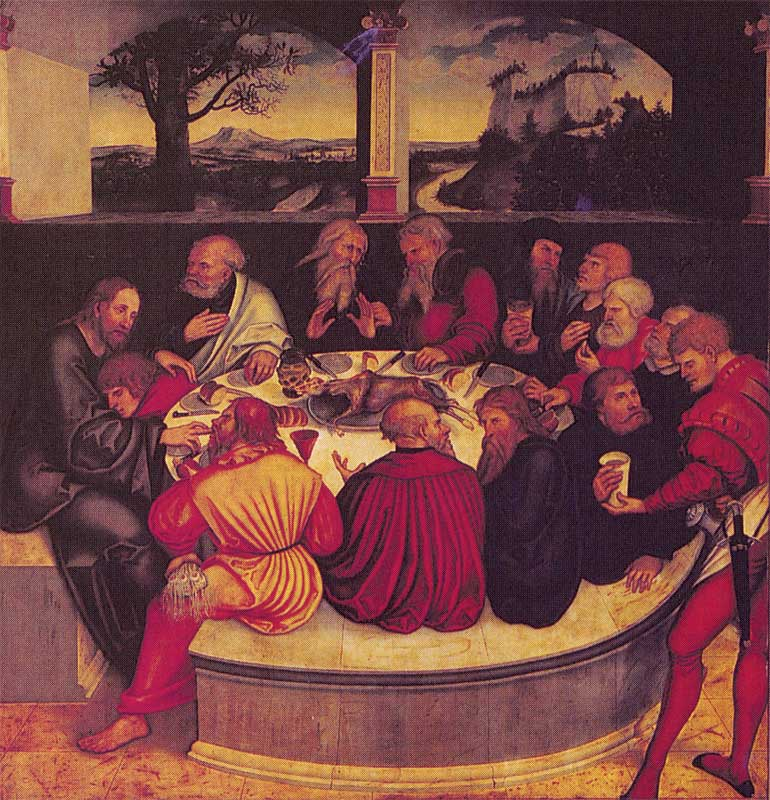
Ostatnia Wieczerza, Fragment ołtarza głównego w kościele NMP
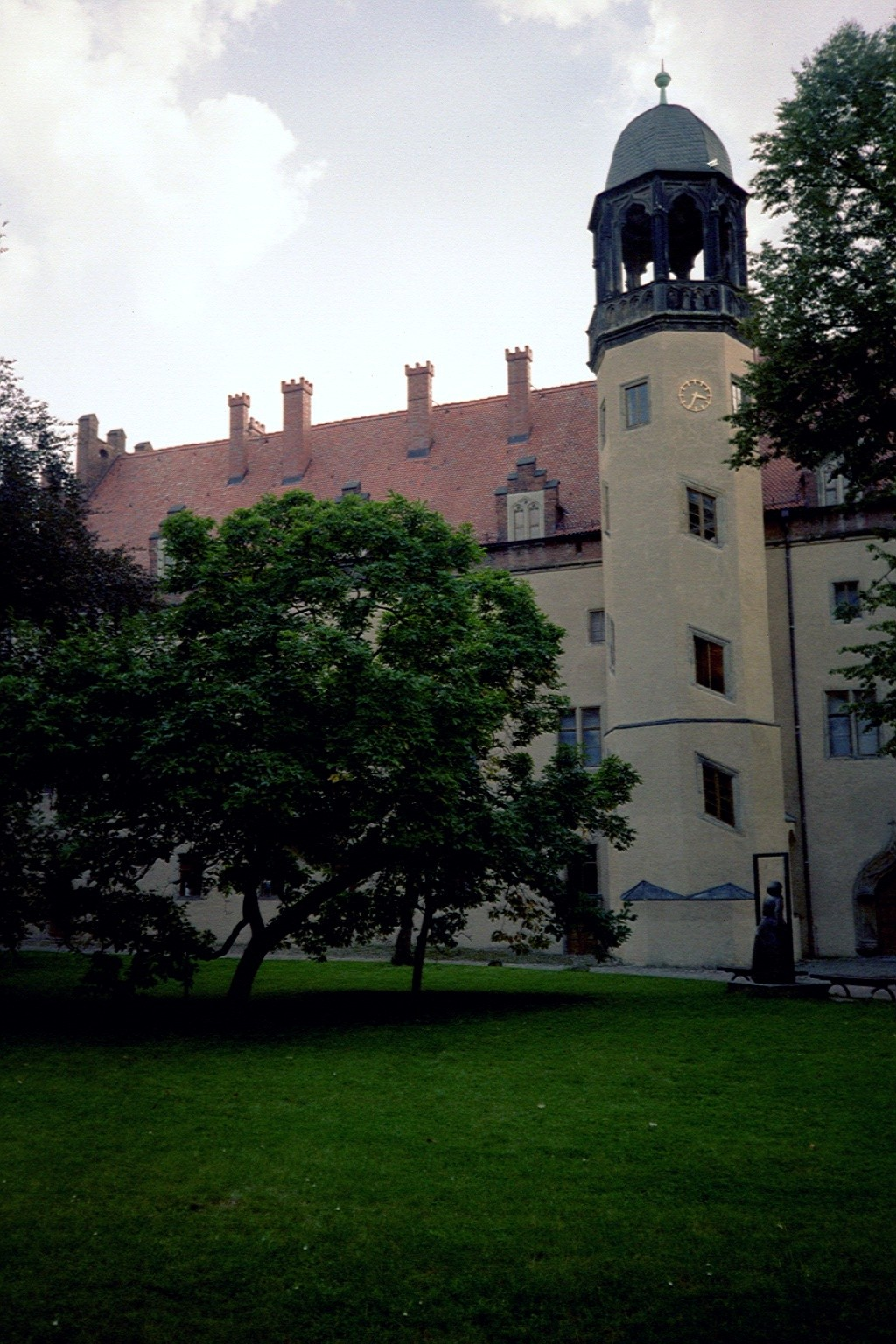
Dom Lutra